# Ja služu na granice
Ja služu na granice (Я служу на границе) è un film del 1973 diretto da Naum Borisovič Birman.

## Trama
La storia si svolge in un lontano posto di confine. Tra le reclute, il soldato Sedykh arriva al servizio. I padroni e colleghi non favoriscono il ragazzo, come sembra loro, per arroganza e narcisismo. Tuttavia, si scopre che una guardia di frontiera a differenza di altre è capace di una vera impresa.